# Solresol nyelv
A solresol egy mesterséges nyelv, melyet François Sudre dolgozott ki 1827-ben, hogy siketek és vakok számára is lehetővé tegye a kommunikációt. Könyve, a Langue musicale universelle ("Egyetemes zenei nyelv") négy évvel halála után, 1866-ban jelent meg, bár addigra már néhány éve nyilvánosságra hozta művét. Az a priori nyelvek csoportjába tartozó solresol rövid ideig tartó népszerűségének tetőpontjaként Boleslas Gajewski 1902-es Grammaire du Solresol ("Solresol nyelvtan") című munkája tekinthető.
A siketek jelnyelvekre történő oktatása Franciaországban az 1880-as milánói konferenciától egészen az ún. Fabius-törvény 1991-es elfogadásáig lényegében mellőzve volt, ez pedig nagyban hozzájárult a solresol nyelv feledésbe merüléséhez. Néhány évnyi népszerűsége után a nyelv kis híján eltűnt a többi sikeresebb nyelv (például a volapük és az eszperantó) között. Ennek ellenére napjainkra még mindig akad néhány lelkes használója a világ egyes pontjain, akik az internetnek köszönhetően az eddigieknél könnyebben képesek kapcsolatot tartani egymással.

## A szó eredete
A francia solresol a magyar "szó-ré-szó" szolmizációs hangok nevének felel meg.

## Hangnyelvtan
A solresol nyelv szavai 1-5 szótagból, szolmizációs zenei hangból állnak. Ezek közül mindegyik hét fonéma valamelyike, amelyek azonban hangsúlyjelezhetők és nyújthatók. Egy másik fonémát, a szünetet használják a szavak elkülönítésére. A fonémák számos különböző módon jeleníthetők meg: az oktávon belüli hét zenei hangként, a szivárvány hét színeként, szimbólumokként, kézjelekként, stb. Ebből fakadóan a solresol kommunikáció elméletileg beszéd, éneklés útján, valamint különböző színű zászlók segítségével, de akár festéssel is lehetővé válik.

## Szókincse
Az Edward Powell Foster által kidolgozott ro nyelvhez hasonlóan a solresol többszörösen összetett szavai is jelentéscsoportokra oszthatók az első szótaguk alapján. A dó-csoportba az emberrel és annak képességeivel és pozitív tulajdonságaival, valamint az étellel kapcsolatos szavak tartoznak, míg a ré-csoportot a ruházkodás, a ház és háztartás, a bútorok és a család szavai alkotják. A mi-csoportba az emberi cselekvések és az emberi jellem hibái sorolhatók, míg a fá-csoport a vidék és mezőgazdaság, a háború, a tenger és az utazás szavainak kategóriája. A szó-csoportba a színház, irodalom, szépművészetek és a tudományok kifejezései tartoznak. A lá-csoport elsősorban az ipar és a kereskedelem kifejezéseinek van fenntartva, végül a ti-csoport pedig a város, az adminisztráció és ügyintézés, a kormány, a politika, gazdaság és a rendőrség fogalomköreinek kategóriája.
Mint a többi a priori mesterséges nyelv, a solresol számára is komoly problémát jelent a valós világ érzékletes kategorizálása. Az utolsó néhány szótag meglehetősen tetszőleges és önhatalmú is lehet, például az "alma" és a "körte" szavak közötti különbségek nehezen besorolható mivoltából adódóan.
A nőnemű szavakat az utolsó szótag hangsúlyával, míg a többes számot annak nyújtásával jelölik. A solresol nyelv sajátossága, hogy a szavak jelentése a szótagok megfordításával az ellenkezőjére fordul, tehát például a "fá-lá" összetétel jelentése "jó", "finom", míg a "lá-fá" kapcsolat a "rossz". Ennek az egyedi tulajdonságnak tükrében azonban nehezen érthető a szavak első szótagjuk alapján történő kategorizálásának módja.

## Nyelvtan
A hangsúlyozástól és a nyújtástól eltekintve a solresol szavai nem ragozhatók. Ezek a névszói csoportok esetében csak az első szót érintik. Így tehát a hangsúly és a nyújtás csak az önmagában álló főnévre alkalmazandó, minden más esetben az adott szó nemét és egyes vagy többes számát a névelők, határozók hordozzák. A szórend szigorúan kötött.
A szófajok az igékből képezhetők egyes szótagok nyújtásával (esetenként hangsúlyozásával; a leírás nem egyértelmű): az első szótag által az elvont főnevek, a másodikkal az alanyok (cselekvők), az utolsó előtti szótaggal a melléknevek, az utolsóval pedig a határozószók alkothatók.
Az igeidőket és a modalitást a kétszótagú összetételek jelölik. A szenvedő szerkezethez a "fá-ré-mi" segédige használatos. A középfok a melléknév előtti, míg a felsőfok az azt követő "fá-ti" taggal jelölendő.

## Egyéb jellemzők
- viszonylagosan egyszerű
- egységes rendszer (jelek, színek, stb.) a legkülönbözőbb fajtájú fogyatékkal élők számára
- különleges tanítást nem igényel, gyorsan elsajátítható
- írástudatlanok számára is gyors tanulást tesz lehetővé
- egyszerű, de hatékony rendszer a szavak mondatban betöltött szerepének megkülönböztetésére

## Külső hivatkozások
Boleslas Gajewski Grammaire du Solresol című műve angol nyelven

Takács Boglárka: Polipnyelv és markolászás, nyest.hu, 2013. január 15. (Hozzáférés ideje: 2013. március 15.)